# Charlie Gallagher
Charlie Gallagher (Glasgow, 3 novembre 1940 – 11 luglio 2021) è stato un calciatore irlandese, nato in Scozia, di ruolo attaccante.

## Carriera

### Club
Gioca buona parte della sua carriera da professionista tra le file del Celtic, conquistando spesso da comprimario 14 titoli, il più importante dei quali è certamente la Coppa dei Campioni 1966-1967 vinta in finale contro l'Inter (Gallagher non disputa la finale). Nel 1970 si trasferisce al Dumbarton e nel 1972 riporta il club nella massima divisione nazionale. L'anno seguente si ritira dal calcio giocato.

### Nazionale
Debutta il 22 febbraio 1967 contro la Turchia, sfida valevole per le qualificazioni al campionato europeo di calcio 1968 persa col punteggio di 2-1. È convocato una seconda e ultima volta sempre nel 1967, nuovamente in un incontro di qualificazioni ad Euro 1968, in questa occasione contro la Cecoslovacchia (match perso 0-2).

## Palmarès

### Club

#### Competizioni nazionali
- Campionato scozzese: 5

Celtic: 1965-1966 1966-67 1967-1968 1968-1969 1969-1970
- Scottish League Cup: 5

Celtic: 1964-1965 1965-1966 1966-1967 1968-1969 1969-1970
- Coppa di Scozia: 3

Celtic: 1964-1965 1966-1967 1968-1969
- Scottish Second Division: 1

Dumbarton: 1971-1972

#### Competizioni internazionali
- Coppa dei Campioni: 1

Celtic: 1966-1967